# Viktor Shreyder
Viktor Filippovich Schreider (Novo Nikolsky, 23 de fevereiro de 1952) é um mecânico e político russo, atual prefeito da cidade de Omsk.

## Biografia
Viktor Schreider nasceu no dia 23 de fevereiro de 1952 na aldeia Novo Nikolsky, um distrito da província de Novosibirsk, filho de trabalhadores agrícolas. Em 1969, formou-se numa escola no povoado de Pervomihaylovka. Entre maio de 1970 e junho de 1972, serviu ao Exército Soviético no Território do Litoral Russo. É casado e possui duas filhas. Foi eleito para a prefeitura de Omsk em 27 de março de 2005, sendo empossado em 14 de abril desse ano.